# Anna und ihr Untermieter
Anna und ihr Untermieter ist eine Fernsehserie, die seit 2020 im Auftrag der ARD Degeto von Calypso Entertainment GmbH für Das Erste produziert wird. Die Folgen haben eine Länge von ca. 90 Minuten und werden im Rahmen der Reihe Endlich Freitag im Ersten ausgestrahlt. Die Hauptrolle von Anna Welsendorf wird von Katerina Jacob gespielt.

## Handlung
Anna Welsendorf, Anfang 60, hat ihren Job verloren und findet nichts Neues. Ein wenig Ablenkung bekommt sie in ihrem Ehrenamt bei der Telefonseelsorge. Um aber die finanzielle Lage aufzubessern, vermietet sie das ehemalige Kinderzimmer ihrer Tochter an Werner Kurtz, den pensionierten Leiter des Ordnungsamts Köln Süd. Der mürrische Pensionär hatte im Dreigenerationenhaus seines Sohnes mitsamt Schwiegertochter und Enkel so seine Probleme. Es offenbaren sich die Tücken einer Zweckgemeinschaft, da die lebensfrohe Anna und der grummelige Werner selten einer Meinung sind.

## Besetzung
| Schauspieler          | Rolle            | Folge | Zeitraum  |
| --------------------- | ---------------- | ----- | --------- |
| Katerina Jacob        | Anna Welsendorf  | 1–    | 2020–     |
| Ernst Stötzner        | Werner Kurtz     | 1–    | 2020–     |
| Katharina Schlothauer | Karin Welsendorf | 1–    | 2020–     |
| Andreas Birkner       | Michael Kurtz    | 1–2   | 2020–2022 |
| Camilla Renschke      | Ilona Kurtz      | 1–2   | 2020–2022 |
| Max Herbrechter       | Klaus Schneider  | 1–    | 2020–     |
| Murali Perumal        | Jeff             | 1–    | 2020–     |
| Maxime Diemer         | Nele Welsendorf  | 1–    | 2020–     |

## Episodenliste
| Folge | Titel                         | Erstausstrahlung | Regie         | Drehbuch       | Einschaltquoten |
| ----- | ----------------------------- | ---------------- | ------------- | -------------- | --------------- |
| 1     | Aller Anfang ist schwer       | 9. Oktober 2020  | Ralf Huettner | Martin Rauhaus | 5,62 Mio.       |
| 2     | Dicke Luft                    | 22. April 2022   | Ralf Huettner | Martin Rauhaus | 3,76 Mio.       |
| 3     | Wenn du träumst von der Liebe | 3. November 2023 | Dagmar Seume  | Martin Rauhaus | 3,59 Mio.       |
| 4     | Plötzlich Schwiegermutter     | 24. Januar 2025  | Dagmar Seume  | Martin Rauhaus | –               |

## Produktion
Gedreht wurde die erste Folge vom 3. September bis 1. Oktober 2019 unter dem Arbeitstitel Das Beste zum Schluss und die zweite Folge vom 24. August bis 22. September 2021 unter dem Arbeitstitel Wer jetzt kein Haus hat in Köln und Umgebung. Die vierte Folge wurde bis März 2024 gedreht.

## Rezeption

### Kritiken
Rainer Tittelbach von Tittelbach.tv meinte zur ersten Episode:

„Eine Hobbygärtnerin mit Helfer-Syndrom holt sich einen solventen, aber gefühlsneutralen Ex-Beamten in ihre Stadtwohnung mit Hinterhofoase. Der neue Lebensabschnitt stellt beide vor neue Fragen. Wie sich die Suche nach dem Sinn des Lebens verändert und wie man auch im Alter immer noch ein wenig dazulernen kann – davon erzählt ‚Anna und ihr Untermieter‘ höchst unterhaltsam & ohne pädagogischen Impetus. Das ungleiche Paar wird launig dargestellt, die Gegensätze aber sind nie übertrieben. Nicht nur das Helfer-Phänomen wird narrativ clever von Autor Martin Rauhaus in der Geschichte bearbeitet, auch der ‚Fall‘ wird klug genutzt, um die Hauptfiguren zu charakterisieren.“

Zur zweiten Episode:

„Älter werden ist nichts für Feiglinge, die Zweite. Die beiden Hauptfiguren der ARD-Dramödie meistern allerdings auch in diesem Sequel ihr Rentner-Dasein vorbildlich. Nein, es sind die anderen, die ihr Leben nicht in den Griff kriegen, weil sie in besseren Zeiten nicht vorgesorgt haben. Daran entzünden sich dann Grundsatzdebatten und die abgeflauten Gegensätze zwischen Beamtenseelen-Starrsinn und Helfersyndrom frischen wieder auf. Neben dem narrativen Mehrwert der dichten Geschichte(n), die den Film für (sozialkritische) Themen älterer Menschen öffnet, ist das augenscheinlichste Plus der zweiten Episode von ‚Anna und ihr Untermieter‘ die Besetzung. Jakob, Stötzner, Rohde – dieses Trio ist ideal, die halbe Miete. Die andere Hälfte steuert das kongeniale Doppel aus Autor Martin Rauhaus und Regisseur Ralf Huettner bei. Alles ist bestens im Fluss, und die Dialoge treffen nicht nur perfekt die Charaktere, sondern sind auch intelligent komisch.“

Zur dritten Episode:

„Es kommt Bewegung in die Kölner Best-Ager-WG der launigen ARD-Reihe ‚Anna und ihr Untermieter‘. In einem Digitalkurs für ‚junge Alte‘ lernt Anna einen Mann kennen, der ihr in so Vielem aus der Seele spricht, dass bei ihr im Bauch die Schmetterlinge flattern. Herr Kurtz sieht natürlich Rot und befürchtet schon, sich eine neue Bleibe suchen zu müssen. Der neue Lebensabschnitt funktioniert bei Anna, aber emotional ist ihr ihr Untermieter zu wenig. Schön, dass der Film das emotionale Glück nicht gegen die digitale Faszination ausspielt, um emotionale Bedürfnisse im Alter zu thematisieren. Und noch schöner, dass hier der Wandel durch Annäherung eher zu stillen Momenten der Erkenntnis führt als sich als Kitsch auszuleben. Autor Martin Rauhaus und ein Top-Ensemble machen es möglich. Und Regisseur Dagmar Seume fand luftige Köln-Bilder und ein flottes Tempo: Im Schlussdrittel wird es sogar im besten Sinne turbulent.“